# Úvoz (Hradzsin)
Az Úvoz a Hradzsin egyik jellegzetes utcája —  a szó jelentése: útszoros, útárok.
A Neruda utca nyugati végénél (elágazásánál) kezdődik, és annak egyik folytatásaként halad tovább a Pohořelec térig. Az Úvoz sarkához ér le a Loreto utcától ereszkedő Városház-lépcső. Déli oldalát parkok határolják.

## Története
Már a történelmi időkben ez volt a strahovi kolostor legfontosabb megközelítő útvonala.

## Nevezetességei
Egyike azon helyeknek, ahonnan különösen szép kilátás nyílik Prágára. Néhány barokk épületét érdemes megtekinteni.
Ezek közül a 18. században épült, 160/24. házban rendezték be Jaroslav Vrchlický költő múzeumát. A Kőoszlophoz (U Kamenné sloupu) címzett házban (160/24.) nyílt meg 2000 után a Josef Sudek Galéria.
A 156/13. sz. épületben van a svéd nagykövetség.